# Église abbatiale de Gars
L'église Notre-Dame-de-l'Assomption et Sainte-Radegonde est l'église de l'abbaye de Gars et de la paroisse de Gars am Inn en Bavière (Allemagne).

## Histoire
L'église abbatiale romane du XIIe siècle, reconstruite plusieurs fois et renouvelée, est démolie en raison des dommages subis lors de la guerre de Trente Ans, après 1658. Le nouveau bâtiment, commencé en 1661, sera déjà utilisé un an plus tard pour les cultes et consacré en 1690 par l'archevêque de Salzbourg Johann Ernst von Thun und Hohenstein. Le plan et la maîtrise d'œuvre sont des architectes grisons Kaspar Zuccalli (de) et Christoph Zuccalli. C'est l'une des premières églises baroques de la vieille Bavière, une église pilastre avec des galeries environnantes.

## Architecture
Alors qu'en 1679 une des chapelles latérales sud est équipée d'une fondation en stuc de Giovanni Battista Berenni, le stuc prévu pour toute l'église n'est pas financé. La fresque est réalisée en 1712 et 1713 par Benedikt Albrecht et Johann Eustachius Kendlbacher. Les peintures des plafonds (partiellement rénovées de 1895 à 1898) de la nef montrent la fondation de l'abbaye de Gars (au-dessus de l'orgue), Sainte Cécile et Sainte Radegonde, le rosaire de la Madone (dont le culte avait une confrérie à Gars en 1623) et Saint Augustin ; les images principales sont accompagnées de représentations symboliques plus petites (emblèmes). L'image du plafond dans le chœur est créée en 1777 et 1778 par Martin Anton Seltenhorn ; il montre le culte de l'Eucharistie à travers les quatre continents.
L'imposant maître-autel, construit en 1693, a une peinture de l'Assomption de Marie de 1663 du peintre de la cour de Munich Karl Pfleger donnée par le duc Albert VI. Les figures plus grandes que nature de Georg Ferdinand Hartmann représentent Saint Joseph avec l'enfant Jésus et Saint Joachim (avec sa fille Marie).
Parmi les autres autels, on retient particulièrement la paire d'autels orientaux construite en 1704 en l'honneur de Saint Augustin (à gauche) et de Sainte Radegonde (à droite). L'autel de Virgile de 1710 (à gauche) avec un retable du peintre de la cour de Munich Johann Degler tient dans son réfectoire le reliquaire du bienheureux Kaspar Stanggassinger. Sur l'autel opposé (en 1745), une pietà gothique tardive est vénérée.
Il y a aussi un certain nombre de pierres tombales médiévales érigées sur les murs de l'église depuis 1695. Un espace d'église séparé et intime est la chapelle Felix, qui jouxte le chœur au sud. Les reliques du saint romain sont amenées en 1672 de la catacombe de Priscilla à Gars ; bientôt un pèlerinage florissant se développe. Au milieu du XVIIIe siècle, elles sont montrées dans un style baroque typique et assemblées en un squelette dans un retable de Christian Jorhan père.